# 北川進
北川進（日语：／ Kitagawa Susumu ?，1951年7月4日—），ForMemRS，是一名日本化学家，現任京都大學高等研究院副院長。紫綬褒章表彰。日本學士院會員。

## 研究
北川教授從事多孔性配位聚合物（PCP）及金屬有機構造體（MOF）研究。繼藤田誠（1994年）及奧馬爾·亞基（1995年）之後，1997年發現配位聚合物結構具有氣體吸附性能。

## 生平
1951年7月4日，北川進誕生於日本京都府，1974年京都大學工學部石油化學科畢業。工學博士（京都大學）。
北川進於1979年開始任教於近畿大學理工學部，1992年改任東京都立大學理學部教授（無機化學），1998年改任京都大學大學院工學研究科教授（合成・生物化學専攻）。他與合作者於2007年共同創辦京都大學物質－細胞統合系統基地（iCeMS）並擔任副所長，2013年起轉任所長 。
2011年開始為日本學術會議成員。
除了在日本的學術職，北川還於1986年至1987年擔任德州A&M大學的客座教授，並於1996年擔任紐約市立大學的客座教授。北川也是2021年日台生醫研討會（Japan-Taiwan Symposium）的日方代表學者，與台灣輔仁大學、國立清華大學校長探討了兩國的全面合作事宜。

## 榮譽
- 2002年　日本化學會學術獎
- 2007年　日本錯體化學會獎
- 2009年　日本化學會獎
- 2009年　洪堡研究奖（德國科學最高獎）
- 2010年　湯森路透引文桂冠獎
- 2011年　紫綬褒章[3]
- 2013年　RSC（英國皇家學會）德热纳奖獎（日本第一人）
- 2013年　江崎玲於奈獎（日语：江崎玲於奈賞）（由諾貝爾獎得主江崎玲於奈選考）
- 2016年　日本學士院獎
- 2017年　Chemistry for the future Solvay Prize.[4]
- 2019年　Grand Prix de la Fondation de la Maison de la Chimie（法國化學會）[5]
- 2019年　Emanuel Merck Lectureship 2019[6]
- 2019年　日本學士院會員（院士）
- 2023年　皇家學會院士

## 外部連結
- Kitagawa Lab, Graduate School of Engineering, Kyoto University | 京都大学大学院 工学研究科 北川研究室（页面存档备份，存于）
- Dr. Susumu KITAGAWA | Japan-Taiwan Symposium (輔仁大學)